# Arnaud Payen
Arnaud Payen (ur. 9 lutego 1972) – francuski szachista, mistrz międzynarodowy od 1997 roku.

## Kariera szachowa
W 1988 r. zdobył w Saltsjöbaden tytuł mistrza Europy juniorów w kategorii do 16 lat. Wielokrotnie startował w turniejach międzynarodowych, sukcesy odnosząc m.in. w Budapeszcie (dwukrotnie II m. – 1993, 1995), Enghien-les-Bains (1995, dz. II m. za Igorsem Rausisem, wspólnie z Etienne Bacrotem i Robertem Fontaine'em), Bagneux (dwukrotnie dz. I m. – 2001, 2002) oraz w Issy-les-Moulineaux (2003, I m.)
Najwyższy ranking w karierze osiągnął 1 lipca 1998 r., z wynikiem 2420 punktów dzielił wówczas 26-27. miejsce wśród francuskich szachistów.